# Arīklū
Arīklū (persiska: اَرِكلو, اَريگلو, اريكلو, Areklū) är en ort i Iran.   Den ligger i provinsen Markazi, i den centrala delen av landet, 300 km sydväst om huvudstaden Teheran. Arīklū ligger 2 009 meter över havet och antalet invånare är 107.
Terrängen runt Arīklū är huvudsakligen kuperad, men åt sydost är den platt.Runt Arīklū är det ganska tätbefolkat, med 139 invånare per kvadratkilometer. Närmaste större samhälle är Hendūdūr, 4,4 km norr om Arīklū. Trakten runt Arīklū består i huvudsak av gräsmarker.